# 衛儀
衛儀（1413年—？），字彥威，山西平陽府解州安邑縣人，民籍。明朝政治人物。進士出身。治《易經》。

## 生平
山西鄉試第十二名。正統十年（1445年）乙丑科會試第二十七名，殿試登進士第三甲第二十九名。

## 家族
曾祖父衛立。祖父衛直。父亲衛從意。母王氏。慈侍下，妻王氏，弟信。